# Friederike von Papenburg

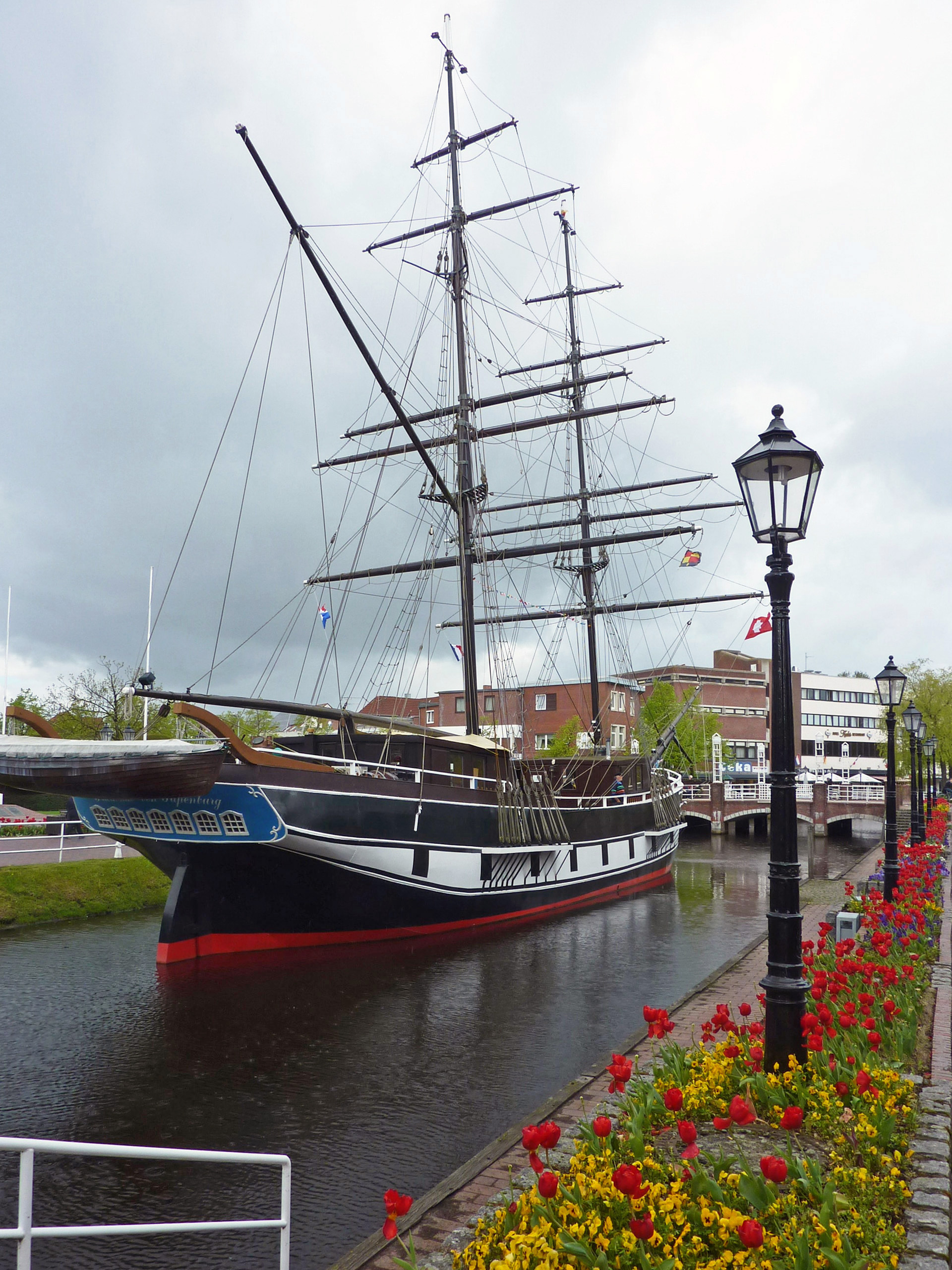
Heckansicht der Friederike von Papenburg

Die Friederike von Papenburg ist ein Museumsschiff in der emsländischen Stadt Papenburg in Niedersachsen und das Wahrzeichen der Stadt. Das Schiff ist der Nachbau einer hölzernen Brigg mit geteilten Marsrahen, einfachen Bramrahen und Royalrahen, dazu mit Bugspriet, Innen- und Außenklüverbaum.
Das Schiff ist Teil des Schifffahrtfreilichtmuseums in Papenburg und liegt im Hauptkanal direkt vor dem Papenburger Rathaus. Die Schiffstypen des Freilichtmuseums wurden in den 1980er Jahren anhand der Originalpläne von der Lehrwerkstatt der Meyer Werft nachgebaut und per Autokran in die Kanäle gehievt. Die Friederike von Papenburg ist als einziger der sieben Nachbauten begehbar und dient als Nebenstelle der Touristeninformation, neben der Hauptstelle im Papenburger Zeitspeicher. Im Schiffsbauch finden standesamtliche Trauungen und offizielle Empfänge statt.
In der Nacht zum 2. Januar 2021 geriet das Schiff in Brand. Obwohl das Schiff äußerlich fast unversehrt blieb, richteten Feuer und Qualm im Inneren des Schiffes schwere Schäden an. Die Ursache war zunächst unklar. Im April 2021 wurde mit dem Wiederaufbau begonnen, der bis zum Jahresende[veraltet] abgeschlossen sein soll. Mittlerweile sind wieder Trauungen an Bord möglich.
Wurde ein Fremdverschulden zunächst noch ausgeschlossen, so wurde rund ein Jahr nach dem Brand bekannt, dass das Feuer vorsätzlich gelegt wurde.